# Ictidognathus
Ictidognathus — вимерлий рід тероцефалових терапсид, що жив у ПАР під час пізньої пермі. Скам'янілості знайдені в зонах скупчення Tropidostoma і Cistecephalus групи Бофорта в Західній Капській провінції.